# Antherospora tourneuxii
Antherospora tourneuxii är en svampart som först beskrevs av A.A. Fisch. Waldh., och fick sitt nu gällande namn av R. Bauer, M. Lutz, Begerow, Piatek & Vánky 2008. Antherospora tourneuxii ingår i släktet Antherospora och familjen Floromycetaceae.   Inga underarter finns listade i Catalogue of Life.